# Orehovci, Gornja Radgona
Orehovci este o localitate din comuna Gornja Radgona, Slovenia, cu o populație de 75 de locuitori.